# Harvest Moon DS
O jogo Harvest Moon DS (牧場物語 コロボックルステーション Bokujou Monogatari: Colobocle Station) foi o primeiro jogo da série Harvest Moon produzida para o Nintendo DS. Foi lançado em 2006 pela Natsume. Os personagens são os mesmos do jogo Harvest Moon: A Wonderful Life, porém com os recursos da tela sensível e várias Modificações.

## História
O jogo se passa em Forget-Me-Not-Valley, algum tempo depois de Harvest Moon: A Wonderful Life. Diferentemente dos jogos anteriores da série, os personagens não são os mesmos convencionais,os personagens em Harvest Moon: DS são exatamente os mesmo de A Wonderful Life e Harvest Moon: Friends of Mineral Town.
A história se espelha a de Harvest Moon: A Wonderful Life e Harvest Moon: Magical Melody para o Gamecube mas a jogabilidade segue a de Harvest Moon: Friends of Mineral Town para o Game Boy Advance. A Harvest Goddess(Deusa da Colheita) foi petrificada e mandada para outro mundo pela Witch Princess(Princesa Feiticeira) por um feitiço errado, e cabe ao jogador resgatá-la. Em Magical Melody, você precisa coletar as notas de música, Mas em Harvest Moon: DS, o jogador tem que resgatar os Harvest Sprites(Espíritos da Colheita) do outro mundo fazendo várias tarefas. Quando o jogador recuperar os 60 sprites, a deusa retornará, e o jogador poderá casar com qualquer uma de suas noivas em potencial.

## Harvest Moon DS Cute
Harvest Moon DS Cute (Bokujou Monogatari Korobokkuru Sutēshon for Gaaru) é um Video game de simulação de fazenda publicado e desenvolvido pela Marvelous Interactive Inc. no Japão, e lançado pela Natsume na América do Norte.
Harvest Moon DS Cute é o mesmo jogo que Harvest Moon DS, jogado com uma menina como protagonista, entretanto. Os jogadores podem escolher entre Jill, do jogo Harvest Moon: Another Wonderful Life(de GameCube) ou Clair, do jogo Harvest Moon: More Friends of Mineral Town(para Game Boy Advance). Comparado com o título anterior, a maioria dos bugs foram removidos.
Uma adição é o sistema de Melhor Amiga, que permite que o jogador escolha uma uma das quatro meninas mágicas e se torne sua Melhor Amiga com os mesmos passos que se usa para casar em Harvest Moon DS. Ao invés de cerimônia de casamento, as duas se reunem na praia para a cerimônia de Melhores Amigas. Posterirormente a menina irá se mudar para a sua fazenda; mais tarde, a Deusa da Colheita irá trazer uma criança ao acaso, que poderia ter tido com qualquer dos cinco solteiros. Esse recurso não está disponível na versão americana e européia, pois os editores ficaram com medo da indicação ao lesbianismo.